# William Hyde Wollaston
William Hyde Wollaston (1766-1828) là nhà vật lý, nhà hóa học người Anh. Năm 1802, Wollaston đã phát hiện ra rằng quang phổ của Mặt Trời không hề liên tục mà bị gián đoạn bởi một số vạch tối. Năm 1807, ông đã phát minh ra máy ảnh Lucida, một lăng kính bốn mặt gắn trên một trụ đỡ nhỏ trên một tờ giấy, cho phép phác họa các vật chính xác hơn. Ngoài ra, ông còn có những phát hiện về các nguyên tố hóa học, có thể kể tới: Paladi và Rhodi, (1803) Osmi (cùng với Smithson Tennant, 1804). Vào năm 1809, Wollaston đã so sánh cả hai oxide của columbi—columbit, có mật độ 5,918 g/cm³, và tantali—tantalit, với mật độ 7,935 g/cm³, và kết luận rằng đó là 2 oxide khác nhau đáng kể về mật độ, và do đó ông giữ tên gọi tantali. Tuy có những thành tựu trên, nhưng cả ông và Humphry Davy đều thất bại trong việc chế tạo động cơ điện. Tên của Wollaston đã được dùng để đặt cho khoáng vật Wollastonit và Huy chương Wollaston.